# رافلزیائیان
رافلزیائیان (Rafflesiaceae) یا زنبق بدبو تیره‌ای از مالپیگی‌سانان انگلی با سه سرده و حدود بیست گونه که در شرق و جنوب شرقی آسیا می‌رویند؛ این گیاهان ساقه و برگ و ریشه و هیچ‌گونه بافت فتوسنتزکننده ندارند و گل‌های آن‌ها بر روی ریشه‌ها یا بخش‌های پایینی ساقه گیاه میزبان قرار دارد و گل‌های آن نارنجی_قهوه‌ای با خالهای سفیدند؛ برخی از این گیاهان انگل داخلی سرده‌ای از انگوریان هستند.عرض این گیاه یک متر است. این گل‌ها خود را به درختان مو می چسبانند و از آنها تغذیه می‌کنند.